# MNK Potpićan 98
Il Malonogometni Klub Potpićan 98 è un club croato di calcio a 5 con sede a Potpićan (Istria), fondato nel 1998. Nella stagione 2008/2009 ha disputato la massima divisione del Campionato croato di calcio a 5, di cui è diventato campione per la prima volta battendo il Nacional Zagreb; si tratta del primo titolo della squadra croata nella sua storia.

## Rosa 2009-2010
| N. |                                 | Ruolo | Calciatore        |
| -- | ------------------------------- | ----- | ----------------- |
| 1  | Croazia (bandiera)              | G     | Roberto Funčič    |
| 6  | Bosnia ed Erzegovina (bandiera) | G     | Alen Lalic        |
| 7  | Bosnia ed Erzegovina (bandiera) | G     | Drazen Novoselac  |
| 8  | Croazia (bandiera)              | G     | Keven Drndić      |
| 9  | Croazia (bandiera)              | G     | Marko Tomljanović |
| 10 | Croazia (bandiera)              | G     | Patrik Drndić     |
| 11 | Bosnia ed Erzegovina (bandiera) | G     | Slaven Novoselac  |

| N. |                                 | Ruolo | Calciatore      |
| -- | ------------------------------- | ----- | --------------- |
| 12 | Croazia (bandiera)              | G     | Matko Didović   |
| 13 | Bosnia ed Erzegovina (bandiera) | G     | Milan Kljunic   |
| 14 | Croazia (bandiera)              | G     | Sanel Bojkić    |
| 15 | Croazia (bandiera)              | G     | Nikola Zahtila  |
| 17 | Croazia (bandiera)              | G     | Dalibor Radusin |
| 19 | Croazia (bandiera)              | G     | Hrvoje Kosir    |
| 20 | Croazia (bandiera)              | G     | Fatos Hoxha     |

## Palmarès
- 1 Campionato di Croazia: 2009